# Farman III

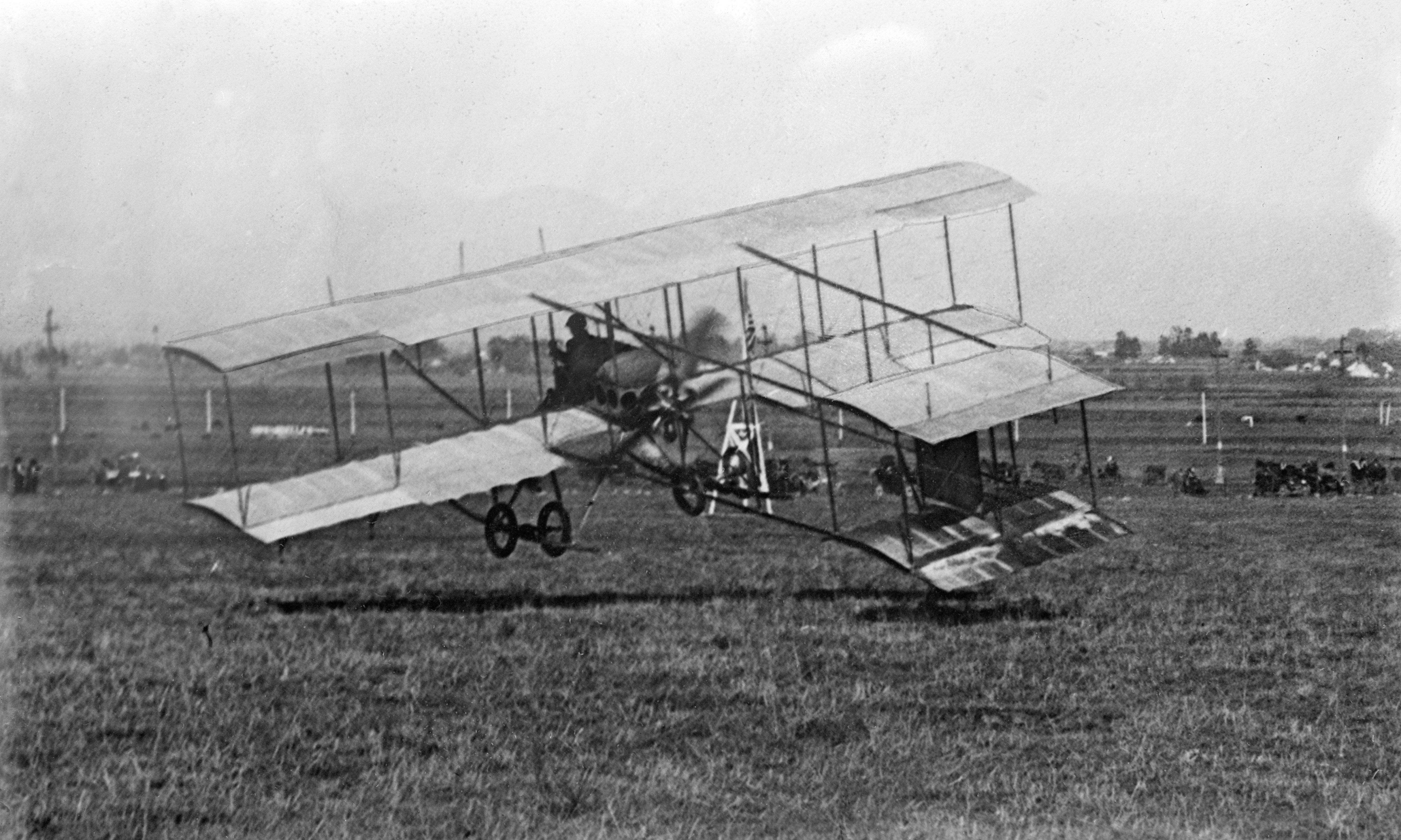
Louis Paulhan auf einer Farman III, Los Angeles, 1910

Die Farman III war ein früher Doppeldecker von Henri Farman aus dem Jahre 1909.

## Konstruktionsgeschichte
Die Farman III war die erste Maschine, die Henri Farman in seiner neu gegründeten Flugzeugfabrik herstellte. Ursprünglich war Farman Kunde der Firma Aéroplanes G. Voisin, deren Maschinen er zu Rennflugzeugen modifizierte. 1909 zerstritt sich Farman mit dem Besitzer Gabriel Voisin, weil dieser die bestellte Voisin-Farman II an den Briten John Cuthbert Moore-Brabazon verkauft hatte.
Farman baute eine komplett überarbeitete Maschine mit Querrudern, die bereits als bewegliche Elemente in die Tragflächen integriert waren (siehe Bild). Die Maschine flog erstmals am 6. April 1909 und erwies sich als extrem gut zu fliegen. Farman entschloss sich mit dem neuen Flugzeug an der Flugwoche in Reims vom 22. August bis 29. August 1909 teilzunehmen.

## Flugwoche in Reims 1909
Bei der Flugwoche in Reims 1909 ersetzte Farman den unzuverlässigen 50-PS-Vivinus-Vierzylinder-Reihenmotor durch den modernen Gnôme-7-Zylinder-Umlaufmotor gleicher Leistung. Mit dem Gewinn einer Reihe von Preisen war die Flugwoche ein großer Erfolg für Farman:
- 1. Preis Distanzflug über 180 km
- 1. Preis für Flug mit zwei Passagieren
- 2. Preis für Höhenflug mit 110 m

## Weitere Nutzungen

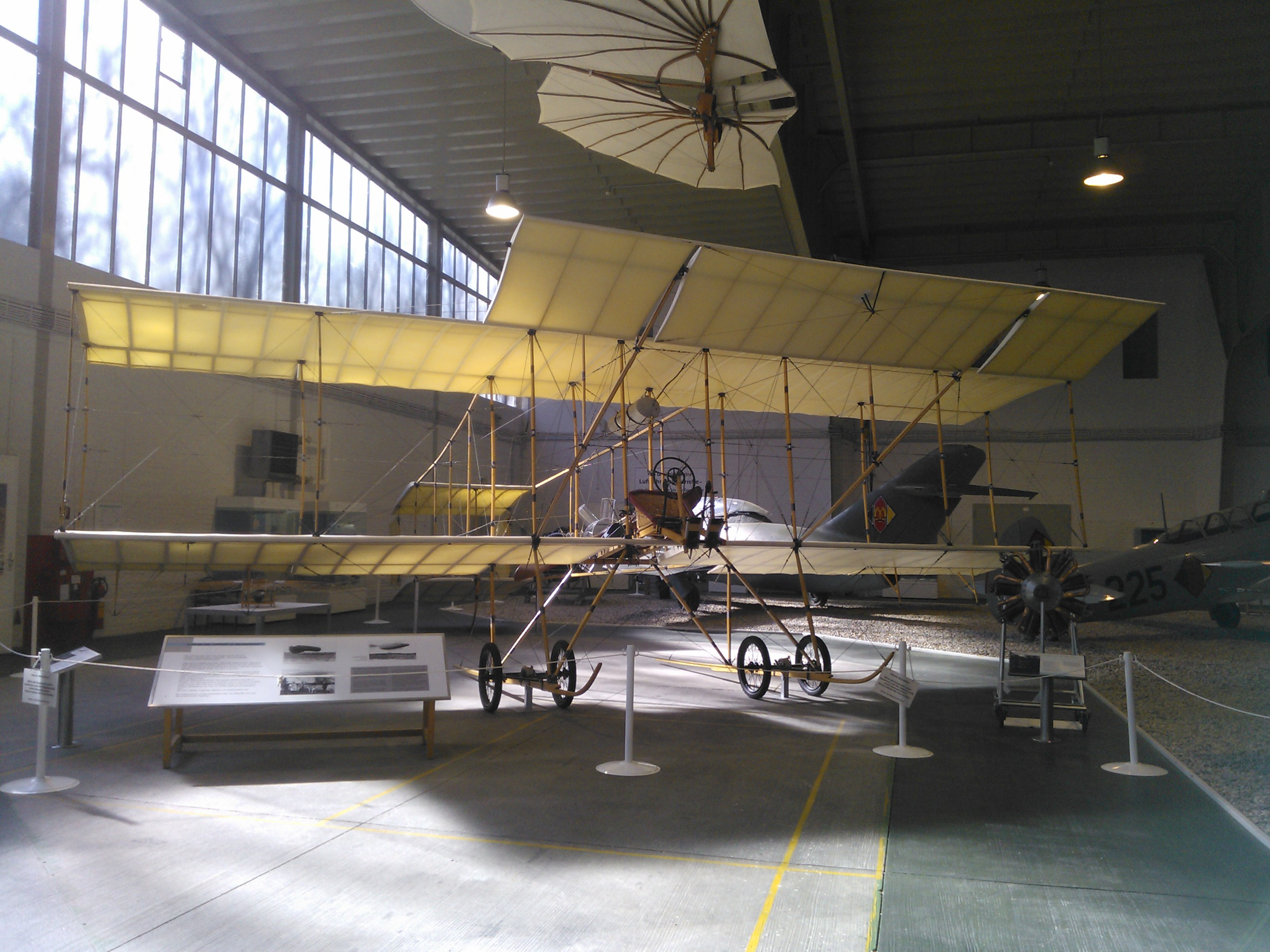
Farman III Model 1910, Nachbau des ersten deutschen Militärflugzeugs von 1910 im Militärhistorischen Museum Flugplatz Berlin-Gatow

1910 überarbeitete Farman den Typ III. Er vergrößerte die Abmessungen und ersetzte den Motor durch einen 60-PS-E.N.V-Motor.
Louis Paulhan reiste mit zwei Farman III in die USA, um die Maschine vorzuführen. Auf dem Dominguez International Air Meet in Los Angeles vom 10. bis 20. Januar 1910 wurde er der große Flugstar. Die spektakulären Flugmanöver begeisterten die Amerikaner. Er setzte einen neuen Höhenrekord mit 1269 m und einen Dauerflugrekord mit 1 Stunde und 49 Minuten.
Paulhan nahm auch den amerikanischen Verleger William Randolph Hearst zu seinem ersten Flug mit. Für die US Army wurden Bombenabwurf-Versuche mit Bombenattrappen durch den Passagier Leutnant Paul Beck durchgeführt.
Vom 27. bis 28. April 1910 fand das nächste Flugrennen von London nach Manchester statt. Das Rennen über 294 km machte die beiden Farman III-Piloten Claude Grahame-White und Louis Paulhan weltbekannt. Louis Paulhan wurde der Sieger und erhielt den gestifteten Preis der Daily Mail über 10000 £.
Ab Mai 1910 bildete Simon Brunnhuber mit einer von Walther Huth importierten Farman III auf dem Flugplatz Döberitz die ersten deutschen Militärpiloten aus. Da die Flüge im Jahr 1910 unfallfrei verliefen, wurde die dem Militär zunächst unentgeltlich überlassene Maschine am 18. Dezember 1910 als erstes deutsches Militärflugzeug mit der Heeresbezeichnung „B 1“ angekauft.
Im Juni 1910 flog der Leutnant Savoia in Etappen von Mourmelon zum Flugplatz Centocelle in der Nähe von Rom.
Am 14. Oktober 1910 kam es zu einem spektakulären Flug in Washington, D.C. durch Claude Grahame White, der einen Flug über der W. Executive Avenue durchführte.

## Erster Kriegseinsatz in Libyen 1911
Einige Farman III wurden nach Italien verkauft und dort von der Armee zur ersten Flugeinheit in der Luftfahrtgeschichte zusammengestellt. Der erste Kriegseinsatz war im Italienisch-Türkischen Krieg in Libyen Ende 1911. Die Farman III wurde hier zur Fotoaufklärung verwendet.

## Nachbauten
Die Farman III wurde in mehreren Ländern verwendet und modifiziert. Die bekanntesten Modelle waren die Bristol Boxkite und die deutschen „Albatros-Farman“ genannten Nachbauten durch die Albatros Flugzeugwerke.
Die russische Armee verwendete auch Farman III im geringen Umfang. Deren Nachfolger die Farman IV wurde allerdings im großen Maßstab zur Schulung verwendet.
Ein flugfähiger Nachbau des Farman III befindet sich im Fliegenden Museum in Großenhain.

## Technische Daten

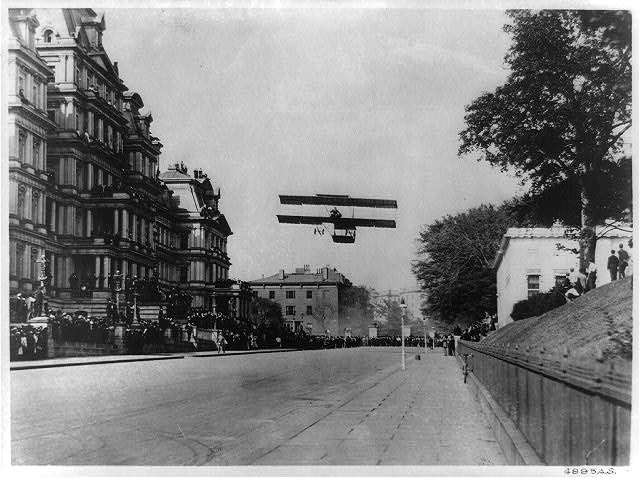
Claude Grahame-White mit seiner Farman III über der W. Executive Ave. in Washington D.C. am 14. Oktober 1910

| Kenngröße             | Daten                                              |
| --------------------- | -------------------------------------------------- |
| Besatzung             | 1                                                  |
| Passagiere            | 1–2                                                |
| Länge                 | 12 m                                               |
| Spannweite            | 10,5 m                                             |
| Höhe                  | 3,50 m                                             |
| Flügelfläche          | 38 m²                                              |
| Leermasse             | 400 kg                                             |
| Startmasse            | 550 kg                                             |
| Höchstgeschwindigkeit | 60 km/h                                            |
| Reichweite            | 180 km                                             |
| Triebwerk             | ein Gnôme-7-Zylinder Umlaufmotor mit 50 PS (37 kW) |